# Делта на Нил
Делтата на Нил (на арабски: دلتا النيل‎) е речната делта на територията на северен Египет (още: Долен Египет), образувана при вливането на река Нил в Средиземно море. С ширина от 240 км крайбрежна ивица от Александрия до Порт Саид и дължина от южния до северния край около 160 км, Делтата на Нил е една от най-големите речни делти в света. Районът е плодороден, поради което и населяван от дълбока древност.

## География
От север на юг делтата е дълга приблизително 160 км, от запад на изток покрива брегова ивица от около 240 км. Понякога делтата се разглежда разделена на два дяла – западен и източен, така както и Нил се дели на два основни ръкава – Дамиета и Розета, които се вливат в Средиземно море край едноименните градове-пристанища. По сведения на Плиний Стари, в древността Делтата се е състояла от седем основни ръкава, но с течение на времето поради промени в релефа, заблатявания, както и контролирания приток на водите на Нил чрез построената през 1960-те години Асуанска язовирна стена останалите пет са пресъхнали.
В източния край на делтата е прокопан изкуственият плавателен Суецки канал, пресичащ Суецкия провлак и свързващ Средиземно и Червено море. В североизточния край на Делтата се намира крайбрежното езеро Мензалех (Манзала), а в северозападния – езерата Бурлус, Идку, Мариут и други езера и лагуни. Някои от лагуните с времето повишават нивата си на соленост, поради прекъснатия чрез язовирите целогодишен прилив на прясна вода и седименти. По същата причина се влошава и качеството на почвите в областите, където в миналото при високи приливи ръкавите на Нил са излизали извън коритата си. Като цяло почвеният слой в Делтата на Нил достига на места до 21 метра в дълбочина.

## Население
Около половината от 80-милионното население на Египет живее в региона на Делтата, като плътността на населението извън основните градове достига и на места надвишава 1000 души на квадратен километър. Най-големият град в Делтата е Александрия с население, оценявано на над 4 милиона души. Други големи градове са Шубра ал-Хайма, Порт Саид, Танта, Мансура, Загазиг.

## Природа
Няколко стотици хиляди водни птици обитават Делтата зимно време, в това число и най-големите популации в световен мащаб на малката чайка и белобузата рибарка. Други птици, обитаващи Делтата са сивата чапла, морският дъждосвирец, корморанът, срещат се популации от бяла чапла и ибис.
Други животни, които се срещат в Делтата са различни видове: жаби, костенурки, мангуста, нилски варан. Нилските крокодили и хипопотами, които в античността са били широко разпространени в Делтата, вече не могат да се срещнат в естествена среда. От рибите характерни са кефалът и морският език.

## Климат
Климатът в Делтата на Нил е средиземноморски, характеризиран с малко количество дъждовни валежи. Само от 100 до 200 милиметра валежи падат годишно в района, основно през зимните месеци. Най-високите температури се достигат през юли и август, като средната температура е около 30 °C, а максималната – около 48 °C. Зимните температури обичайно варират между 10 и 19 °C, като при по-ниски температури и дъжд климатът става изключително влажен.

## Административно деление
На територията на Делтата се намират следните административни области (мухафази):
| - Александрия - Бухайра - Гарбия - Дакахлия | - Дамиета - Исмаилия - Калюбия - Кафър ел-Шейх | - Минуфия - Порт Саид - Шаркия |